# San Andrés Dinicuiti
San Andrés Dinicuiti es una localidad del estado mexicano de Oaxaca. Es cabecera del municipio de San Andrés Dinicuiti.

## Demografía
| Censo | Población |
| ----- | --------- |
| 1900  | 545       |
| 1910  | 645       |
| 1921  | 543       |
| 1930  | 615       |
| 1940  | 687       |
| 1950  | 829       |
| 1960  | 1131      |
| 1970  | 797       |
| 1980  | 820       |
| 1990  | 884       |
| 1995  | 997       |
| 2000  | 971       |
| 2005  | 929       |
| 2010  | 1019      |
| 2020  | 1101      |